# Tour Cycliste Féminin International de l'Ardèche
El Tour Cycliste Féminin International de l'Ardèche (en español: Tour Ciclista Femenino Internacional de Ardecha) es una carrera ciclista femenina profesional por etapas francesa que se disputa en el departamento de Ardèche, en el mes de septiembre.
Se creó en 2003 y desde el 2005 es profesional de categoría 2.2 (última categoría del profesionalismo). Hasta el 2006 se llamó oficialmente Tour Cycliste Féminin Ardèche Sud Rhône-Alpes. Su número de etapas ha subido progresivamente hasta las 7 actuales establecidas desde 2011 convirtiéndose así en una de las pocas carreras femeninas con más de 5 días de duración ya que solo la iguala en ese aspecto el Tour de Turingia femenino, La Route de France y el Boels Rental Ladies Tour (que solo a veces tienen 7) y la supera el Giro de Italia Femenino, todas ellas de mayor categoría.

## Palmarés
| Año                                                             | Ganador                   | Segundo                | Tercero                  |
| --------------------------------------------------------------- | ------------------------- | ---------------------- | ------------------------ |
| ediciones amateur Tour Cycliste Féminin Ardèche Sud Rhône-Alpes |                           |                        |                          |
| 2003                                                            | Edita Pučinskaitė         | Modesta Vžesniauskaitė | Sigrid Corneo            |
| 2004                                                            | Élisabeth Chevanne-Brunel | Béatrice Thomas        | Uênia Fernandes          |
| ediciones profesionales                                         |                           |                        |                          |
| 2005                                                            | Edita Pučinskaitė         | Kristin Armstrong      | Daiva Tuslaite           |
| 2006                                                            | Edita Pučinskaitė         | Tatiana Guderzo        | Clemilda Fernandes       |
| Tour Cycliste Féminin International de l'Ardèche                |                           |                        |                          |
| 2007                                                            | María Isabel Moreno       | Emma Pooley            | Susanne Ljungskog        |
| 2008                                                            | Amber Neben               | Fabiana Luperini       | Katheryn Curi            |
| 2009                                                            | Kristin Armstrong         | Grace Verbeke          | Lizzie Armitstead        |
| 2010                                                            | Vicki Whitelaw            | Sharon Laws            | Ruth Corset              |
| 2011                                                            | Emma Pooley               | Ashleigh Moolman-Pasio | Christel Ferrier-Bruneau |
| 2012                                                            | Emma Pooley               | Ashleigh Moolman-Pasio | Tayler Wiles             |
| 2013                                                            | Tatiana Antóshina         | Ashleigh Moolman-Pasio | Karol-Ann Canuel         |
| 2014                                                            | Linda Villumsen           | Tayler Wiles           | Edwige Pitel             |
| 2015                                                            | Tayler Wiles              | Lauren Stephens        | Rossella Ratto           |
| 2016                                                            | Flávia Oliveira           | Anna Kiesenhofer       | Edwige Pitel             |
| 2017                                                            | Lucy Kennedy              | Hanna Nilsson          | Leah Thomas              |
| 2018                                                            | Katarzyna Niewiadoma      | Mavi García            | Eider Merino             |
| 2019                                                            | Marianne Vos              | Clara Koppenburg       | Eider Merino             |
| 2020                                                            | Lauren Stephens           | Mavi García            | Anna Kiesenhofer         |
| 2021                                                            | Leah Thomas               | Mavi García            | Ane Santesteban          |
| 2022                                                            | Antonia Niedermaier       | Loes Adegeest          | Paula Patiño             |
| 2023                                                            | Marta Cavalli             | Erica Magnaldi         | Anastasiya Kolesava      |
| 2024                                                            | Thalita De Jong           | Marion Bunel           | Monica Trinca Colonel    |
| 2025                                                            |                           |                        |                          |

## Palmarés por países
| País           | Victorias |
| -------------- | --------- |
| Estados Unidos | 5         |
| Lituania       | 3         |
| Reino Unido    | 2         |
| Australia      | 2         |
| Países Bajos   | 2         |
| Francia        | 1         |
| España         | 1         |
| Nueva Zelanda  | 1         |
| Brasil         | 1         |
| Polonia        | 1         |
| Alemania       | 1         |
| Italia         | 1         |